# Dunărea Galați în sezonul 1980-1981
Sezonul 1980-1981  este sezonul în care echipa gălățeană mai rămâne în liga I, căci următoarele două sezoane le vor evolua în Liga a-II-a cel puțin până în 1983-1984, echipa joacă pentru penultima dată cu numele de FCM Galați doar sezonul viitor va mai avea dreptul să folosească acest nume pe care l-a obținut în 1974-1975 în urma unei reorganizări în fotbalul gălățean la acea vreme. În 1982-1983 apare pentru prima dată denumirea de Dunărea CSU Galați! dacă până în 1981-1982 cele două echipe CSU Galați și FCM Galați aveau încă activitate separată acest lucru nu s-a mai întâmplat însă din 1982-1983.

## Echipă
| Nr. |         | Poziție | Jucător            |
| --- | ------- | ------- | ------------------ |
| -   | România | P       | Vasile Oană        |
| -   | România | P       | Mihai Jivan        |
| -   | România | F       | Nicușor Vlad       |
| -   | România | F       | Constantin Țolea   |
| -   | România | F       | Mihai Bejenaru     |
| -   | România | F       | Mihai Olteanu      |
| -   | România | F       | Gelu Popescu       |
| -   | România | F       | Irimia Popescu     |
| -   | România | F       | Ion Constantinescu |
| -   | România | F       | Viorel Anghelinei  |
| -   | România | F       | Viorel Pisău       |
| -   | România | F       | Marian Dumitru     |
| -   | România | F       | Marian Toader      |
| -   | România | M       | Dima Tararache     |
| -   | România | M       | Liviu Seceanu      |
| -   | România | M       | Nicolae Pascu      |
| -   | România | M       | Căpățână           |
| -   | România | M       | Vlăduț             |
| -   | România | M       | Marius Stan        |
| -   | România | M       | Mihail Majearu     |
| -   | România | M       | Costel Orac        |
| -   | România | M       | Radu Moțoc         |
| -   | România | M       | Nicolae Burcea     |
| -   | România | M       | Cristian Rusu      |
| -   | România | M       | Ovidiu Rusu        |
| -   | România | M       | Ion Profir         |
| -   | România | M       | Mihăiță Hanghiuc   |
| -   | România | A       | Viorel Popoacă     |
| -   | România | A       | Constantin Lala    |
| -   | România | A       | Ion Diaconescu     |
| -   | România | A       | Radu Dan           |
| -   | România | A       | A.Florea           |
| -   | România | A       | Constantin Zamfir  |
| -   | România | A       | Valentin Cramer    |
| -   | România | A       | Sorin Balaban      |

## Transferuri

### Sosiri
| Post | Jucător           | De la echipa          | Suma de transfer  | Dată |  | ---- |
| ---- | ----------------- | --------------------- | ----------------- | ---- |  | ---- |
| A    | Constantin Zamfir | FC Național București | liber de contract | -    |  |      |

### Plecări
| Post | Jucător | De la echipa | Suma de transfer | Dată |  | ---- |
| ---- | ------- | ------------ | ---------------- | ---- |  | ---- |

Clasamentul după 34 de etape se prezintă astfel:

## Seria II

### Rezultate
| Victorii | Egaluri | Înfrângeri | Cea mai mare victorie | Cea mai mare înfrangere |

### Sezon intern
| 1  | FCM Brașov               | FCM Galați               |  | 2-1 |
| 2  | FCM Galați               | Dinamo București         |  | 0-2 |
| 3  | FCM Galați               | FC Argeș Pitești         |  | 0-1 |
| 4  | Corvinul Hunedoara       | FCM Galați               |  | 7-0 |
| 5  | FCM Galați               | SC Bacău                 |  | 2-0 |
| 6  | Progresul București      | FCM Galați               |  | 3-1 |
| 7  | FCM Galați               | FC Baia Mare             |  | 4-0 |
| 8  | Jiul Petroșani           | FCM Galați               |  | 4-0 |
| 9  | FCM Galați               | FC Universitatea Craiova |  | 1-2 |
| 10 | FCM Galați               | FC Politehnica Timișoara |  | 2-0 |
| 11 | Universitatea Cluj       | FCM Galați               |  | 4-1 |
| 12 | FCM Galați               | Chimia Râmnicu Vâlcea    |  | 3-0 |
| 13 | Olt Scornicești          | FCM Galați               |  | 4-2 |
| 14 | FCM Galați               | Sportul Studențesc       |  | 3-0 |
| 15 | ASA Târgu Mureș          | FCM Galați               |  | 5-0 |
| 16 | FC Politehnica Iași      | FCM Galați               |  | 1-1 |
| 17 | Steaua București         | FCM Galați               |  | 4-1 |
| 18 | FCM Galați               | FCM Brașov               |  | 1-1 |
| 19 | Dinamo București         | FCM Galați               |  | 3-1 |
| 20 | FC Argeș Pitești         | FCM Galați               |  | 2-1 |
| 21 | FCM Galați               | Corvinul Hunedoara       |  | 1-1 |
| 22 | SC Bacău                 | FCM Galați               |  | 2-0 |
| 23 | FCM Galați               | Progresul București      |  | 1-2 |
| 24 | FC Baia Mare             | FCM Galați               |  | 1-0 |
| 25 | FCM Galați               | Jiul Petroșani           |  | 1-0 |
| 26 | FC Universitatea Craiova | FCM Galați               |  | 3-1 |
| 27 | FC Politehnica Timișoara | FCM Galați               |  | 2-0 |
| 28 | FCM Galați               | Universitatea Cluj       |  | 1-1 |
| 29 | Chimia Râmnicu Vâlcea    | FCM Galați               |  | 3-1 |
| 30 | FCM Galați               | Olt Scornicești          |  | 1-2 |
| 31 | Sportul Studențesc       | FCM Galați               |  | 3-0 |
| 32 | FCM Galați               | ASA Târgu Mureș          |  | 1-0 |
| 33 | FCM Galați               | FC Politehnica Iași      |  | 0-5 |
| 34 | Steaua București         | FCM Galați               |  | 1-2 |